# Ivănești (gmina Pădureni)
Ivănești – wieś w Rumunii, w okręgu Vaslui, w gminie Pădureni. W 2011 roku liczyła 477 mieszkańców.